# Нові Ябалакли
Нові Ябалакли́ (рос. Новые Ябалаклы, башк. Яңы Ябалаҡлы) — присілок (в минулому селище) у складі Чишминського району Башкортостану, Росія. Входить до складу Дурасовської сільської ради.
Населення — 66 осіб (2010; 57 у 2002).
Національний склад:
- башкири — 89 %